# مايك كارلسون
مايك كارلسون (بالإنجليزية: Mike Carlson)‏ هو ناقد رأي ‏ وكاتب وصحفي ومعلق رياضي بريطاني، ولد في مارس 1951 في كونيتيكت في الولايات المتحدة.